# Christine Wahl
Christine Wahl (* 1. Juni 1935 in Glashütte) ist eine deutsche Grafikerin und Malerin.

## Leben
Der Vater Christine Wahls war Grabbildhauer in Glashütte. Nachdem er im Krieg in Russland gefallen war, führte ihre Mutter die Werkstatt weiter. Christine Wahl machte das Abitur und studierte von 1953 bis 1958 Grafik an der Hochschule für Bildende Künste Dresden, u. a. bei Hans Theo Richter und Max Schwimmer. Zu ihren Kommilitonen gehörten Dieter Goltzsche und Werner Wittig. 1958 machte sie sich als Künstlerin in Dresden selbständig. 1961 unternahm sie eine Studienreise nach Schweden. Es folgten Reisen u. a. nach Polen, zu internationalen Pleinairs im bulgarischen Widin und nach Umbrien. Von 1962 bis 1966 unterbrach sie ihre künstlerische Selbständigkeit, studierte an der Karl-Marx-Universität Leipzig Anglistik und leistete Dolmetscherdienste. Ihre Fähigkeiten als Grafikerin erweiterte sie in der Druckwerkstatt von Herbert Tucholski in Berlin und 1965 bei einem Lehrgang in der Druckwerkstatt des Verbandes Bildender Künstler der DDR in Dresden. Ab 1998 arbeitete sie auch als Dozentin an der Volkshochschule Dresden.
In der DDR war sie an mehreren wichtigen überregionalen Ausstellungen beteiligt, u. a. von 1962 bis 1988 an fünf Deutschen Kunstausstellungen bzw. Kunstausstellungen der DDR in Dresden.
Christine Wahl lebt und arbeitet in Dresden-Blasewitz.

## Mitgliedschaften
- Bis 1990 Mitglied des Verbandes der Bildenden Künstler der DDR
- Mitglied des Bundesverbandes Bildender Künstlerinnen und Künstler (BBK)
- Mitglied des Sächsischen Künstlerbundes

## Bildliche Darstellung Christine Wahls

### Darstellung in der bildenden Kunst
- Max Uhlig: Bildnisstudie Christine Wahl (Radierung; 1962; im Bestand des Kupferstichkabinetts Dresden)[3]

### Fotografische Darstellung
- Frank Höhler: Christine Wahl, Malerin und Grafikerin (2022)[4]

## Werke (Auswahl)

### Grafik (Auswahl)
- Alte Häuser in Christinehamn (aus der Folge „Studienreise in Schweden“; Lithografie; 1961; ausgestellt 1962/1963 auf der V. Deutschen Kunstausstellung in Dresden)[3]
- Porträt einer Bulgarin (Kaltnadelradierung; 1967; ausgestellt 1967/1968 auf der VI. Deutschen Kunstausstellung in Dresden)[3]
- Interview mit zwei spielenden Kindern (Kaltnadelradierung; 1980; ausgestellt 1982/1983 auf der IX. Kunstausstellung der DDR)[3]

## Einzelausstellungen (unvollständig)
- 1974 Dresden, Leonhardi-Museum (Zeichnungen und Druckgrafik)
- 1976 Magdeburg, Klubgalerie (Zeichnungen und Druckgrafik)
- 1982 Dresden, Galerie Mitte (Grafik und Handzeichnungen)
- 1987 Weimar, Galerie im Cranachhaus (mit Charlotte Sommer-Landgraf)
- 1992 Berlin, Galerie Inselstraße (mit Ingrid Goltzsche-Schwarz und Regina Fleck)
- 2014 Berlin, Druckgraphik-Atelier (mit Peter Heyn und Hanif Lehmann)